# AC Barracuda
Der Athletic Club Barracuda, ehemals AS Togo-Port, ist ein togoischer Fußballverein aus Lomé. 

## Geschichte
Der Verein wurde 1969 als Association Sportive Togo-Port, auch als AS Togo-Port bekannt, in Lomé gegründet. Der größte Erfolg des Verein war der Gewinn der Meisterschaft 2017. 2006 wurde er Klub Pokalsieger. Am 3. Juli 2023 wurde der Verein in Athletic Club Barracuda umbenannt.

## Erfolge
- Togoischer Meister: 2016/17
- Togoischer Pokalsieger: 2006

## Stadion
Der Verein trägt seine Heimspiele im Stade Agoè-Nyivé in Lomé aus. Das Stadion hat ein Fassungsvermögen von 8500 Personen.

## Statistik in den CAF-Wettbewerben
| Wettbewerb                 | Runde         | Gegner           | Hinspiel | Rückspiel |  |
| -------------------------- | ------------- | ---------------- | -------- | --------- |  |
|                            |               |                  |          |           |  |
| CAF Confederation Cup 2007 | Qualifikation | EGS Gafsa        | 1:1 (H)  | 0:2 (A)   |  |
| CAF Confederation Cup 2015 | Qualifikation | CARA Brazzaville | 2:0 (H)  | 3:3 (A)   |  |
|                            | 1. Runde      | FUS de Rabat     | 0:3 (A)  | 2:1 (H)   |  |

## Bekannte Spieler
- Abdoul Nassirou Omouroun